# سلمان العويدان
سلمان العويدان (ولد في 20 أكتوبر 1989 ) لاعب كرة قدم سعودي و يلعب في الوسط لعب سابقاً مع نادي الشرق.